# Amalia Elisabet av Hanau-Münzenberg
Amalia Elisabet av Hanau-Münzenberg (tyska: Amalie Elisabeth von Hanau-Münzenberg), född 29 januari 1602 i Hanau i Hanau-Münzenberg, död 8 augusti 1651 i Kassel i Hessen-Kassel, var lantgrevinna och gift med lantgreve Vilhelm V. Hon var regent i Hessen-Kassel mellan 1637 och 1650 som förmyndare för sin son Vilhelm VI.
Som regent i en av Tysklands största protestantiska stater tillhörde Amalia Elisabet en av trettioåriga krigets viktigaste maktspelare. Hennes regentskap betraktas som en stor framgång: genom diplomati och militär framgång lyckades hon både bevara och skydda Hessen-Kassel från kriget men också utöka dess territorium, och var en av de ledande krafterna i den Westfaliska freden som avslutade kriget.

## Biografi
Amalia Elisabet var dotter till Filip Ludvig II och Katarina Belgica. Hon var besläktad med de flesta protestantiska dynastier i Tyskland. Hon var trolovad med en av de böhmiska adelsmän som deltog i Defenestrationerna i Prag 1618. Äktenskapet ägde aldrig rum eftersom han avled samma år.
Amalia Elisabet gifte sig 1619 med Wilhelm, tronarvinge av Hessen-Kassel. Äktenskapet hade arrangerats för att sluta allians mellan två anti-kejserliga dynastier. Wilhelm blev regerande lantgreve 1627. År 1637 ockuperades Hessen-Kassel av kejserliga trupper och Wilhelm V och hans familj tvingades evakuera Hessen-Kassel och fly till Ostfriesland med sin armé.

### Regent
Maken avled under exilen i Ostfriesland 1 oktober 1637 och efterträddes av deras son Vilhelm VI, som då var åtta år gammal. Amalie Elisabeth utsågs i makens testamente till förmyndarregent för sin omyndige son fram till hans myndighetsdag.
Kvinnliga regenter var inte ovanliga, men de var trots detta ifrågasatta, särskilt under en sådan krigisk situation som Hessen-Kassel befann sig i under trettioåriga kriget, eftersom kvinnor inte ansågs kunna ta ansvar för militära frågor. Vid alla tillfällen när hennes myndighet ifrågasattes på grund av hennes kön brukade hon avfärda det med att hon beskyddade sin makes arv till sin son och därmed gjorde sin plikt som hustru, änka och mor, ett argument som framställde hennes regentskap som en del av en konventionell kvinnoroll snarare än i motsats till det.
Inrikespolitiskt följde Amalia Elisabet sin mans linje att underminera de hessiska ständernas auktoritet till fördel för furstemakten. Hon undvek direkt konfrontation med ständerna genom att använda sig av franska subsidier istället för att be ständerna om pengar, vilket gjorde henne oberoende av dem, och stärkte sin auktoritet mot dem genom att separera dem och splittra dem genom att spela ut dem mot varandra.
Med hjälp av en välskött armé och en allians med Frankrike var Hessen-Kassel under hennes regeringstid en av de ledande protestantiska krafterna under det trettioåriga kriget. Hon tillhörde de ledande krafterna under förhandlingarna som ledde fram till den Westfaliska freden 1648. Hon tillhörde dem som framgångsrikt företrädde tanken om religionsfrihet.
Amalia Elisabets mandat som regent löpte ut när hennes son uppnådde sin myndighetsålder vid sin 21:a födelsedag 1650. Hon dröjde dock med att avsäga sig regentskapet till 5 oktober 1651. Hennes hälsa beskrivs vid det laget som så underminerad att hon insjuknade och avled följande år.

## Eftermäle
Amalia Elisabets framgångsrika regentskap hyllades av samtiden. Bland protestanterna hyllades hon som en hjältinna för sitt beskydd av kalvinismen och jämfördes med Deborah.
När Walhalla grundades 1830 blev hon en av endast fyra kvinnor som inkluderades där.

## Vidareläsning
- Helfferich, Tryntje (2013) (på engelska). Iron Princess: Amalia Elisabeth and the Thirty Years War. Cambridge: Harvard University Press. Libris 14695073. ISBN 978-0-674-07466-8. OCLC 844939460. https://books.google.com/books?vid=ISBN9780674073395